# Camilla Gerzhofer
Camilla Gerzhofer (* 2. Februar 1888 in Wien; † 1961) war eine österreichische Schauspielerin bei Bühne und Film.

## Leben und Wirken
Camilla Gerzhofer wurde als zweieinhalbjähriges Mädchen für die Bühne entdeckt und durfte zunächst einmal probeweise in Burgtheater-Inszenierungen auftreten. Bereits mit 6½ Jahren, im Herbst 1894, hatte es das kleine Mädchen erreicht, den Rang einer „Hofschauspielerin“ zu erhalten, war seitdem regelmäßig in Burgtheater-Aufführungen zu sehen und bekam sogar die Gelegenheit zu einer Begegnung mit Kaiser Franz Joseph I. Selbst Arthur Schnitzler erinnerte sich ihrer, als er Camilla Gerzhofer 1896 im Burgtheater persönlich begegnete. Anderthalb Jahrzehnte später, am 14. Oktober 1911, sollte Camilla Gerzhofer mit der Rolle der Marie Rhon auch in der Uraufführung von Schnitzlers Das weite Land mitwirken. Nach dem Ersten Weltkrieg spielte die Wienerin auch Theater in der Provinz (unter anderem in Mährisch-Ostrau und in Linz), ehe sie seit den 1930er Jahren ohne Festengagement blieb.
Camilla Gerzhofer unternahm zu ihrer Burgtheater-Zeit, 1914/15, auch erste Ausflüge vor die Kamera, beginnend mit dem Sensationsfilm Der Todesritt auf dem Riesenrad, wo sie eine der beiden weiblichen Hauptrollen als Zirkusartistin übernahm. Doch besaß erst zu frühen Tonfilmzeiten dieses Medium etwas größere Bedeutung für sie, als Gerzhofer vor allem Mitte der 1930er Jahre mit einer Reihe von Nebenrollen in Kinoproduktionen mitwirkte. Zweimal besetzte sie auch Willi Forst: In Burgtheater spielte sie eine Gesellschaftsdame, in Frauen sind keine Engel, ihrem letzten Film, übernahm sie eine Mutterrolle. Danach wurde es vollkommen ruhig um die zurückgezogene Schauspielerin. Selbst Gerzhofers genaues Sterbedatum ist derzeit nicht bekannt.

## Filmografie
- 1914: Der Todesritt auf dem Riesenrad
- 1915: Das erste Weib
- 1915: Tillas Vormund
- 1934: Hohe Schule
- 1935: Die Fahrt in die Jugend
- 1935: Eva
- 1936: Donaumelodien
- 1936: Manja Valewska
- 1936: Hannerl und ihre Liebhaber
- 1936: Burgtheater
- 1939: Das jüngste Gericht
- 1940: Die Geierwally
- 1942: Frauen sind keine Engel